# C.K. Dezerterzy (powieść)
C.K. Dezerterzy – powieść Kazimierza Sejdy opublikowana po raz pierwszy w 1937 roku.
Powieść nieco przypomina utwory literackie Jarosława Haška, ze względu na humorystykę oraz krytyczny stosunek do Austro-Węgier. Popularna w okresie międzywojennym XX w., po drugiej wojnie światowej powieść popadła w zapomnienie. Renesans jej popularności rozpoczął się w drugiej połowie lat osiemdziesiątych XX wieku za sprawą udanej ekranizacji filmowej dokonanej w 1985 roku przez Janusza Majewskiego pod tym samym tytułem.

## Treść
Akcja powieści rozpoczyna się w ostatnim roku I wojny  światowej w 11 kompanii wartowniczej w Sátoraljaújhely na terenie Węgier. Skoszarowani są tam politycznie podejrzani żołnierze wielu narodów Cesarsko-Królewskiej monarchii. Głównym bohaterem powieści jest ukrywający się prawdopodobnie pod przybranym nazwiskiem frajter Stefan Kania. Czterech żołnierzy - Polak Kania, Węgier Lajos Szökölön, polski Żyd Izydor Haber, Rusin Iwan Hładun oraz włoski jeniec Giuseppe Baldini, w obawie przed grożącym im procesem sądowym postanawiają uciec z aresztu, gdzie trafili po niespodziewanej inspekcji w jednostce wojskowej...